# Auf Herz und Nieren
Auf Herz und Nieren ist eine deutsche Fernsehserie, die vom 17. September bis 15. Oktober 2012 in fünf Episoden bei Sat.1 ausgestrahlt wurde. Die Produktion mit Stefanie Stappenbeck und Max von Pufendorf in den Hauptrollen handelt von zwei Ärzten, die sich eine gemeinsame Praxis in Berlin-Neukölln teilen. In weiteren Rollen sind Marian Meder, Kristina Dörfer und Gerhard Garbers zu sehen.

## Inhalt
Der selbstbewusste, karriereorientierte Nachwuchsmediziner Dr. David Heller kehrt nach Ende seiner Ausbildung in Los Angeles nach Berlin zurück, um vor Ort eine Stelle als plastischer Chirurg in einer Nobelklinik zu übernehmen. Kaum zurück auf deutschem Boden werden seine Pläne jedoch jäh durchkreuzt: Nachdem er dem Allgemeinmediziner Dr. Harry Hansen auf offener Straße das Leben rettet, bittet dieser ihn, vorübergehend in dessen Praxis für ihn einzuspringen. David sieht sich gezwungen, Hansens Wunsch nachzukommen und tritt kurzfristig seinen Ersatzdienst an – ganz zum Leidwesen von Hansens Nichte Nina, die nach bestandener Facharztprüfung die Praxis ihres Onkels übernehmen soll und die Behandlung von Kassenpatienten im Gegensatz zu ihrem Kollegen keineswegs als lästig empfindet. Erst als Hansen nach seiner Erkrankung beschließt, auf nicht absehbare Zeit kürzerzutreten, und David überdies erfahren muss, dass sein künftiger Arbeitgeber bankrott ist, entscheidet er sich kurzerhand, sein Gastspiel in Hansens Praxis auf unbestimmte Zeit zu verlängern.

## Besetzung

### Hauptbesetzung

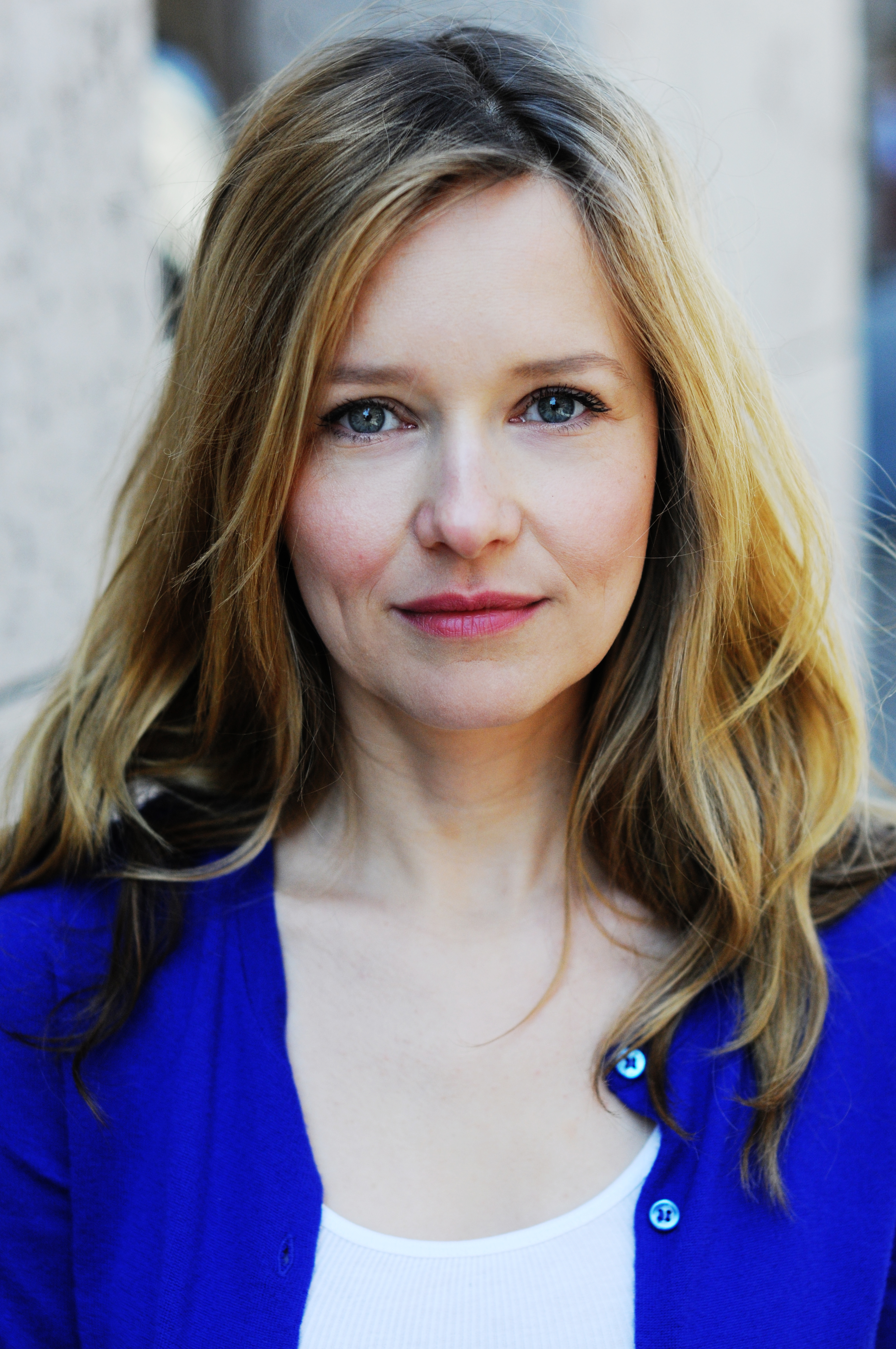
Stefanie Stappenbeck (Nina Hansen)

| Rolle                 | Schauspieler         | Staffel | Folgen |
| --------------------- | -------------------- | ------- | ------ |
| Dr. Nina Hansen       | Stefanie Stappenbeck | 1       | 1–6    |
| Dr. David Heller      | Max von Pufendorf    | 1       | 1–6    |
| Düse                  | Marian Meder         | 1       | 1–6    |
| Tamara von der Tann   | Kristina Dörfer      | 1       | 1–6    |
| Dr. med. Harry Hansen | Gerhard Garbers      | 1       | 1–6    |
| Frau Wunder           | Carolin Spiess       | 1       | 1–6    |
| Aysun                 | Narges Rashidi       | 1       | 1–6    |

### Gastdarsteller
| Rolle              | Schauspieler         | Folge |
| ------------------ | -------------------- | ----- |
| Saskia             | Sonja Gerhardt       | 1     |
| Tobias             | Florian Bartholomäi  | 1     |
| Dolores Kant       | Stefanie Höner       | 2     |
| Sabine Fraenkel    | Annika Ernst         | 2     |
| Hilmar Pfrundt     | Axel Häfner          | 2     |
| Karen Petroll      | Jana Klinge          | 3     |
| Alessandro Betram  | Christopher Kohn     | 3     |
| Manuela Bischoff   | Caroline Maria Frier | 4     |
| Adrian Braun       | Steffen Groth        | 4     |
| Chris              | Janek Rieke          | 4     |
|                    | Annemone Haase       | 5     |
|                    | Julia Jäger          | 5     |
|                    | Stephan Grossmann    | 5     |
|                    | Josephine Schmidt    | 5     |
| Paul               | Ludwig Trepte        | 6     |
| Hermann            | Guntbert Warns       | 6     |
| Professor Oxenberg | Hansjürgen Hürrig    | 6     |

## Hintergrund

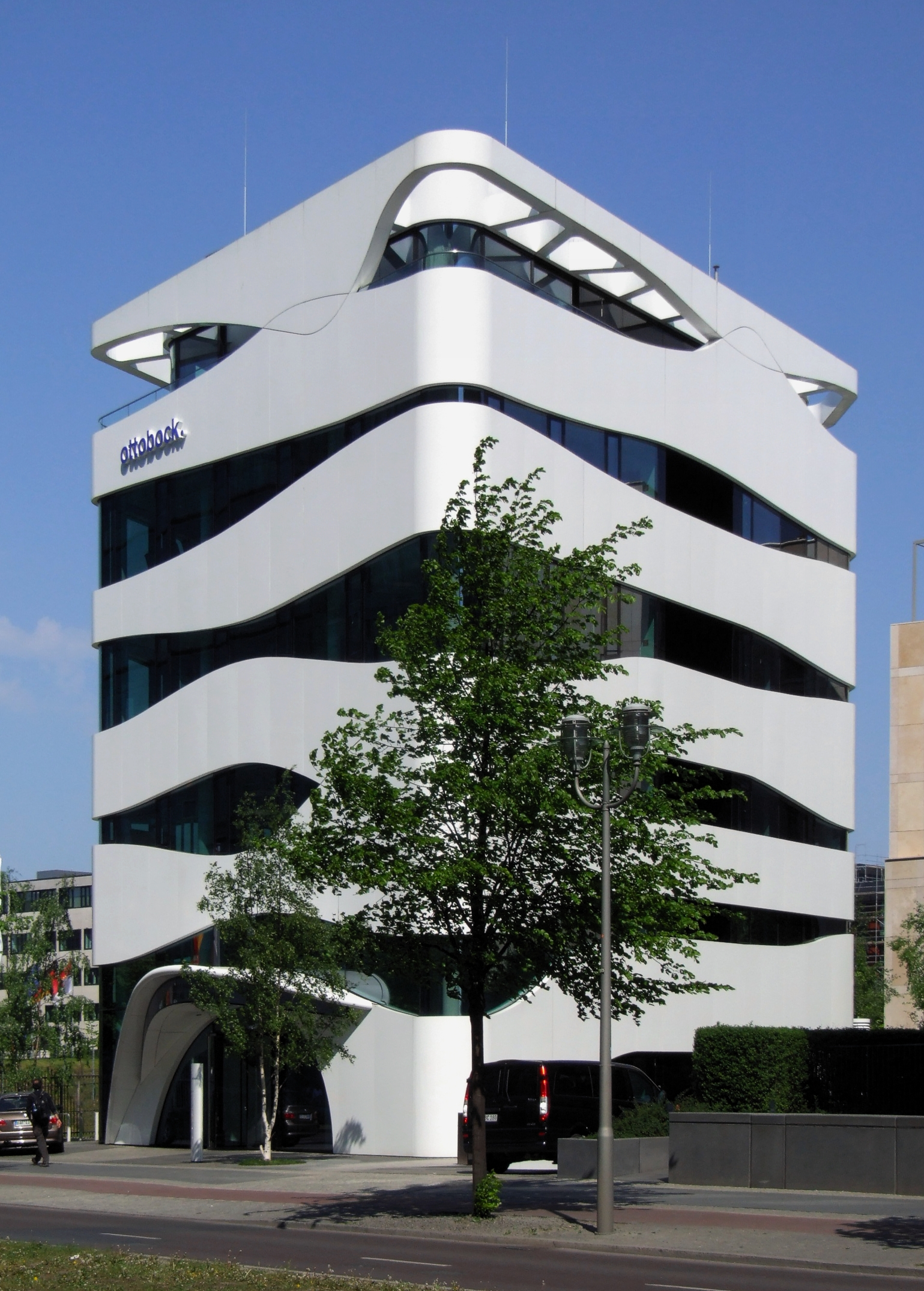
Die erste Staffel entstand unter anderem am Science Center in der Ebertstraße in Berlin.

Die erste Staffel der Serie wurde zwischen 24. Januar bis Mitte April 2012 in Berlin abgedreht. Arbeitstitel der Produktion war Die Docs. Produzent ist die Sony Pictures Film- und Fernseh GmbH; die Regie der ersten vier Folgen übernahm Zoltan Spirandelli, Regisseur der Folgen 5 und 6 war Kai Meyer-Ricks. Der Hauptset befindet sich im Studio 1 auf dem Gelände der Berliner Union-Film.

## Rezeption

### Kritik
Der Branchendienst Quotenmeter.de schrieb in seiner Rezension der Pilotfolge, dass „wer anhand der Inhaltsbeschreibung glaubt, dass Auf Herz und Nieren ein 08/15-Arztdrama mit zwei möglichst unterschiedlichen Charakteren im Mittelpunkt ist, der irrt nicht.“ Das Onlineportal bezeichnete das Drehbuch als „undurchsichtig und irgendwie auch unlogisch“ und verglich die Produktion in weiten Teilen mit einem gewöhnlichen Sat.1-Romantic-Comedy-Movie. Obwohl das Ergebnis der Pilotausgabe nicht zufriedenstellen könne und die Serie sich kaum vom „Arzt-Romantic-Einheitsbrei“ abhebe, sei der Produktion „vor allem wegen der wirklich starken Hauptdarsteller und wegen der zunächst nur touchierten episodenübergreifenden Storys der Hauptfiguren“ jedoch Zeit für Entwicklung zu wünschen.

### Erfolg
Auf Herz und Nieren wurde vom 17. September bis 15. Oktober 2012 in fünf Episoden zur Hauptsendezeit auf Sat.1 gezeigt. Die Ausstrahlung erfolgte jeweils um 21:15 Uhr anknüpfend an die Serie Es kommt noch dicker, wobei die Produktion von Anfang an unterdurchschnittliche Quoten einfuhr: Im Schnitt wurden die fünf ausgestrahlten Folgen von 1,44 Millionen Zuschauern ab drei Jahren gesehen. 0,81 Millionen davon befanden sich im werberelevanten Alter zwischen 14 und 49 Jahre. Die dazugehörigen Marktanteile betrugen 4,8 bzw. 6,7 Prozent. Die ebenfalls vorab produzierte Episode „Quarantäne“ blieb nach kurzfristigen Programmänderungen unausgestrahlt, nachdem der Sender sich dazu entschieden hatte, Auf Herz und Nieren bereits nach nur fünf Folgen und damit eine Folge früher als ursprünglich vorgesehen zu beenden. Die Episode wurde schließlich online veröffentlicht und die Serie mit der vorgezogenen sechsten Folge „Teufels Küche“ gemeinsam mit dem Staffelfinale von Es kommt noch dicker abgeschlossen. Quotenmeter.de bezeichnete die Serie in einem retrospektiven Quotencheck als "Totgeburt", die bereits "mies" gestartet sei.

## Episodenliste
Die erste und letzte Folge wurden von Sat.1 erstausgestrahlt. Die restlichen Folgen wurden von Sat.1 emotions erstausgestrahlt.
| Nr. (ges.) | Nr. (St.) | Originaltitel            | Erstausstrahlung D | Zuschauer                      |
| ---------- | --------- | ------------------------ | ------------------ | ------------------------------ |
| 1          | 1         | Große Pläne              | 17. Sep. 2012      | 1,47 Mio.                      |
| 2          | 2         | Die Maske                | 18. Sep. 2012      | 1,81 Mio.                      |
| 3          | 3         | Die Polizistin           | 25. Sep. 2012      | 1,36 Mio.                      |
| 4          | 4         | Der Mann, den es nie gab | 2. Okt. 2012       | 1,26 Mio.                      |
| 5          | 5         | Quarantäne               | 9. Okt. 2012       | (keine Ausstrahlung auf Sat.1) |
| 6          | 6         | Teufels Küche            | 15. Okt. 2012      | 1,26 Mio.                      |

Anmerkungen
1. ↑  Die Quoten beziehen sich auf die Erstausstrahlungen auf Sat.1.